# Португальское завоевание королевства Джафна
Португальское завоевание королевства Джафна — военная кампания, произошедшая в 1505 году после прибытия португальских торговцев в государство Котте на юго-западе современной Шри-Ланки, соперничающее с Джафной. Многие правители Джафны, такие как Канкили I, первоначально противостояли португальцам в их попытках обратить местных жителей в католицизм, но в итоге заключили с ними мир.
В 1591 году монарх Джафны Этириманна Синкам был возведён на трон португальцами. Хотя номинально он был клиентом по отношению к ним, он сопротивлялся христианской миссионерской деятельности и помогал располагавшемуся во внутренних районах острова государству Канди в его стремлении получить военную помощь из Южной Индии. В конце концов узурпатор по имени Канкили II, сопротивлявшийся португальскому господству, был свергнут и повешен Филиппе де Оливейра в 1619 году. В последующем захватившие власть португальцы начали обращать местное население в католицизм. Население также снизилось из-за чрезмерного налогообложения, так как большинство людей бежали из основных областей бывшего королевства.

## Первоначальный контакт
Португальские торговцы достигли Шри-Ланки в 1505 году; объектом их первоначальных набегов было юго-западное прибрежное государство Котте, которое обладало прибыльной монополией на торговлю специями, которая также представляла интерес и для португальцев. Государство Джафна попало в поле зрения португальских чиновников в Коломбо по нескольким причинам, которые включали вмешательство этого государства в римско-католическую миссионерскую деятельность в этом регионе (которая считалась поддержкой португальских интересов), факт наличия прибыльных рынков и стратегических преимуществ Джафны в мелких государственных образованиях Ваннимая и поддержку Джафной антипортугальских сил внутри государства Котте, таких как царьки из Ситавака. К концу XVI века португальское влияние укрепилось при дворах государств Канди и Котте, и некоторые из мелких вассальных территорий Джафны были покорены их правителями. Королевство Джафна являлось важным способом связи с внешним миром для королевства Канди, расположенного в центральной горной местности и не имеющего доступа к каким-либо морским портам. Его правители затем получили доступ к тамильским морским портам Тринкомали и Баттикалоа на востоке, но полуостров Джафна был удобен как «коридор» для получения военной помощи, поступающей из Южной Индии. Кроме того, португальцы опасались, что (в силу своего стратегического положения) королевство Джафна может стать плацдармом для высадки голландцев. Король Канкили I сопротивлялся контактам с португальцами и даже приказал убить шесть или семь сотен католиков из касты парава на острове Маннар. Эти католики были привезены из Индии на Маннар, чтобы работать на доходных жемчужных промыслах, которые велись на Путталаме королями Джафны.

## Превращение в клиентское государство
Первой экспедиции, которую возглавил вице-король дон Константино де Браганса в 1560 году, не удалось подчинить себе королевство, но она захватила остров Маннар. Хотя обстоятельства этого неясны, но в 1582 году король Джафны уже платил ежегодную дань португальцам в размере десяти слонов или эквивалента в денежной форме. В 1591 году, во время второй экспедиции во главе с Андре Фуртадо де Мендоса, король Пувираса Пандарам был убит, и его сын, Этириманна Синкам, был объявлен португальцами монархом. Это событие предоставило католическим миссионерам свободу действий, а португальцам — монополию в области экспорта слонов, чему действующий король, однако, сопротивлялся. Он помогал правителям королевства Канди Вималадхармашурье I и Сенарату (1604—1635) в период 1593—1635 годов с намерением получить через них помощь от Южной Индии для противостояния португальцам. Он, однако, поддерживал автономию своего королевства без явного провоцирования португальцев.

## Конец королевства
Со смертью Парарасасекарана в 1617 году Канкили II, узурпатор, взошёл на трон после убийства регента, выдвинутого Этириманной Синкамом. Не желая признавать контроль португальцев над своим королевством, Канкили II попросил военной помощи от Тханджавур Найяка и позволил пиратам из Малабара использовать базу в Недунтиву, что создавало угрозу для португальских морских путей через Полкский пролив. К июню 1619 года состоялось две португальских экспедиции: морская экспедиция, которая была отбита пиратами Малабара, и другая экспедиция под командованием Филиппе де Оливейра и его сухопутной армии численностью в 5000 солдат, которым удалось победить армию Канкили. Канкили вместе со всеми выжившими членами королевской семьи был взят в плен и доставлен в Гоа, где был повешен. Остальные пленники попросили сделать их монахами или монахинями в каких-либо духовных орденах, а также обязались дать обет безбрачия, чтобы не допустить появления впоследствии претендентов на престол Джафны. Хотя португальцы пытались устранить возможность продолжения королевского рода Джафны путём принятия таких обетов безбрачия, некоторое количество семей тамильского происхождения на современной Шри-Ланке претендует на родство с королевской семьёй Джафны.

## Португальцы и государство Канди
Согласно книге «Описание острова Цейлон» (Амстердам, 1672 год) голландского священника Филиппа Балдея, который путешествовал по Шри-Ланке в XVII веке, королевство Джафнапаттум состояло из полуострова Джафны, островов Джафны и острова Маннар. Однако применительно к границам королевства Кейрос, историк португальского происхождения, писал:
Это скромное королевство не ограничивается маленьким районом Джафанапатнама, поэтому к нему относятся также соседние земли и те из Ванни, которые, как говорят, назывались именами правителей, которые там властвовали, прежде чем мы получили контроль над ними, отделённые от перехода солёной рекой и соединяющиеся только в оконечности Пачалапали, в которой земли Балигамо, Бедамарче и Пачалапали, формирующие этот полуостров и земли за пределами него, продолжают земли Ванни. Крестообразно идут со стороны Маннара к Триквиллемеле, будучи отделёнными также от страны Мантота во владении капитана Маннара рекой Пэрагали, которые (земли) заканчиваются у реки Креста посреди земель Ванни и других, которые продолжаются до Триквиллемеле, которая, согласно карте, кажется, составляет большой участок страны.»
, что показывает, что правители королевства непосредственно до капитуляции перед португальцами управляли территорией, соответствующей современной Северной провинции Шри-Ланки и части северной половине Восточной провинции, и что португальцы утвердились там, базируясь на их завоеваниях.
В то время основные территории к югу от Элефант-Пасс оказались под контролем короля Канди, Сенарата; он и его войска последовательно атаковали португальцев на полуострове Джафна. Два сына его жены, Виджайяпала и Кумарасингх, также были женаты на принцессах из Джафны После захвата Джафны португальцами Сенарат направил в Джафну мощную армию численностью в 10000 человек под командованием Мудалийяра Аттапатту. Португальцы отступили, и армия Канди заняла Джафну. Португальский генерал Константино де Са-ди-Норонья позже атаковал кандийцев с подкреплениями, полученными из Коломбо, победил войска Мудалийяра Аттапатту и захватил Джафну. По данным португальских и голландских источников, последний бой за Джафну произошёл между правителем королевства Канди и португальцами, и европейцы захватили Джафну у короля Канди. После поражения португальцев от голландцев острова Джафна, Маннар и большая часть территорий Ваннимая, входивших ранее в состав Джафны, были включены в тамильское государство Койлот Ваннес в XVIII веке.

## Последствия
В течение следующих сорока лет, начиная с 1619 года и до голландского захвата форта Джафна в 1658 году, произошло три восстания против португальского владычества. Два из них возглавлял Мигапулле Араччи; в течение этого периода португальцы разрушили все индуистские храмы и библиотеку Сарасвати Махал в Наллуре, правительственное хранилище литературы со всего государства. В связи с чрезмерным налогообложением население уменьшилось, и многие люди переехали в Раманатхапураму в Индии и районы Ванни, расположенные дальше к югу. Внешняя торговля также испытала негативное влияние, хотя слоны, основной продукт экспорта Джафны, поставлялись в обмен на селитру в различные государства в Индии и направлялись в Лиссабон. Таким образом, спад в торговле затруднял оплату важнейших предметов импорта, и многие такие товары прекратили импортироваться. По словам Фернана де Оливейры, главного летописца португальских колониальных кампаний на Шри-Ланке, народ Джаффны был «сведён к полнейшей нищете» во время эпохи португальского колониального правления.